# Штучний фотосинтез
Шту́чний фотоси́нтез — хімічний процес, який відтворює природний процес фотосинтезу; процес, який перетворює сонячне світло, воду і вуглекислий газ у вуглеводи і кисень.
Штучний фотосинтез, в ході якого сонячна енергія перетворюється безпосередньо в хімічне паливо, вважається однією з найперспективніших технологій. Одним із головних завдань для вчених, що розробляють систему штучного фотосинтезу для отримання водню, є необхідність зробити цю систему досить дешевою, щоб вона змогла конкурувати з викопним паливом. Вирішення цього завдання вимагає розробки комплексної системи, яка буде здатна ефективно поглинати сонячне світло і в той же час виробляти носії заряду для контролю скорочення витрати води і напівреакцій окиснення.

## Інтегрована наносистема
Учені з Національної лабораторії Лоуренса в Берклі (Berkeley Lab) у співпраці з Міністерством енергетики США представили першу в світі розробку повністю інтегрованої наносистеми для штучного фотосинтезу. Таку систему прийнято називати «штучний лист», однак ключем до успіху вчених став «штучний ліс».
Штучний листок — це сонячна батарея на основі кремнію з різними каталітичними матеріалами, які кріплять до обох сторін. Під час занурення у воду пристрій використовує енергію сонячного світла для розщеплення води на кисень та водень.

Коли сонячне світло поглинається пігментними молекулами хлоропласту, виробляється заряджений електрон, що переміщається від однієї молекули до іншої через транспортний ланцюжок, поки в результаті не відбувається перетворення двоокису вуглецю в вуглеводи цукру. Цей транспортний ланцюжок електрона називається «Z — схема», тому що шлях руху нагадує букву Z.
Учені використовували Z-схему, для якої взяли два наявних в достатку на Землі стабільних напівпровідника — кремній і оксид титану. Кремній був використаний для утворення фотокатода, який виділяє водень, а оксид титану — для утворення фотоанода, який виділяє кисень. Для досягнення максимальної продуктивності системи було використано деревоподібна структура. Як дерева в справжньому лісі, щільні масиви нанодротів — штучні дерева — придушують відбиття сонячного світла, звільняючи велику площу поверхні для утворення речовини, необхідної для проходження реакцій.
Під штучним сонячним випромінюванням ця інтегрована система штучного фотосинтезу, в основі якої лежить ідея використання нанодротів, досягла 0,12% ефективності перетворення сонячної енергії в паливо. Хоча даний рівень ефективності можна спостерігати і в природному середовищі, при штучному фотосинтезі в комерційних цілях його можна значно підвищити.

## Інтернет-ресурси
- Engineering light-activated metalloproteins to split water at Australia National University
- Daniel Nocera describes new process for storing solar energy at Massachusetts Institute of Technology.
- Paul Alivisatos on Artificial Photosynthesis at Lawrence Berkeley National Laboratory
- Nanocapsules for artificial photosynthesis a Nanowerk News article
- MIT Solar Revolution Project [Архівовано 28 березня 2014 у Wayback Machine.]